# Saint-Euphraise-et-Clairizet
Saint-Euphraise-et-Clairizet és un municipi francès, situat al departament del Marne i a la regió del Gran Est. L'any 2007 tenia 201 habitants.

## Demografia

### Població
El 2007 la població de fet de Saint-Euphraise-et-Clairizet era de 201 persones. Hi havia 78 famílies, de les quals 16 eren unipersonals (4 homes vivint sols i 12 dones vivint soles), 29 parelles sense fills, 29 parelles amb fills i 4 famílies monoparentals amb fills.
La població ha evolucionat segons el següent gràfic:
Habitants censats

### Habitatges
El 2007 hi havia 88 habitatges, 78 eren l'habitatge principal de la família, 3 eren segones residències i 7 estaven desocupats. Tots els 88 habitatges eren cases. Dels 78 habitatges principals, 68 estaven ocupats pels seus propietaris, 8 estaven llogats i ocupats pels llogaters i 1 estava cedit a títol gratuït; 2 tenien una cambra, 1 en tenia dues, 3 en tenien tres, 17 en tenien quatre i 54 en tenien cinc o més. 56 habitatges disposaven pel capbaix d'una plaça de pàrquing. A 26 habitatges hi havia un automòbil i a 45 n'hi havia dos o més.

### Piràmide de població
La piràmide de població per edats i sexe el 2009 era:
| Homes | Edats   | Dones |
| ----- | ------- | ----- |
| 0     | 95 o +  | 0     |
| 0     | 90 a 94 | 0     |
| 0     | 85 a 89 | 4     |
| 0     | 80 a 84 | 0     |
| 0     | 75 a 79 | 4     |
| 4     | 70 a 74 | 0     |
| 0     | 65 a 69 | 4     |
| 4     | 60 a 64 | 4     |
| 4     | 55 a 59 | 4     |
| 8     | 50 a 54 | 16    |
| 20    | 45 a 49 | 12    |
| 0     | 40 a 44 | 0     |
| 8     | 35 a 39 | 8     |
| 4     | 30 a 34 | 4     |
| 8     | 25 a 29 | 8     |
| 16    | 20 a 24 | 8     |
| 0     | 15 a 19 | 8     |
| 0     | 10 a 14 | 8     |
| 0     | 5 a 9   | 4     |
| 0     | 0 a 4   | 8     |

## Economia
El 2007 la població en edat de treballar era de 130 persones, 99 eren actives i 31 eren inactives. De les 99 persones actives 95 estaven ocupades (48 homes i 47 dones) i 4 estaven aturades (2 homes i 2 dones). De les 31 persones inactives 8 estaven jubilades, 16 estaven estudiant i 7 estaven classificades com a «altres inactius».

### Ingressos
El 2009 a Saint-Euphraise-et-Clairizet hi havia 90 unitats fiscals que integraven 228 persones, la mediana anual d'ingressos fiscals per persona era de 22.651 €.

### Activitats econòmiques
Dels 4 establiments que hi havia el 2007, 2 eren d'empreses de comerç i reparació d'automòbils i 2 d'empreses de serveis.
L'any 2000 a Saint-Euphraise-et-Clairizet hi havia 23 explotacions agrícoles que ocupaven un total de 220 hectàrees.

## Poblacions més properes
El següent diagrama mostra les poblacions més properes.